# Référendum constitutionnel sénégalais de 1963
Le référendum constitutionnel sénégalais de 1963 a lieu au Sénégal le 3 mars 1963 afin de permettre à la population du Sénégal de se prononcer sur l'adoption d'une nouvelle constitution.
Le projet est voté à une écransate majorité de 99 % des suffrages exprimés.

## Contexte
Depuis l'indépendance, Léopold Sédar Senghor et Mamadou Dia se partagent le pouvoir. Le premier est président de la République depuis son élection en 1960, tandis que le second est Président du Conseil dans le cadre d'un régime semi-présidentiel. La fin de l'année 1962 marque la fin de l'amitié entre les deux hommes. Suspecté d'avoir tenté un coup d'État, Mamadou Dia est arrêté le 18 décembre.
C'est dans ce contexte qu'un projet de nouvelle constitution est porté en 1963 par Senghor. Il supprime notamment le poste de Président du Conseil, tandis que le président de la république nomme et révoque désormais les ministres. Ce dernier ne peut cependant plus révoquer l'Assemblée nationale. La constitution établit ainsi un régime présidentiel, concentrant le pouvoir exécutif dans les mains du président de la République, à la fois chef de l’État et chef du gouvernement. Fixé au 3 mars 1963, il s'agit du premier référendum depuis l'indépendance du Sénégal en 1960.

## Résultats
| Choix                     | Votes     | %     |
| ------------------------- | --------- | ----- |
| Pour                      | 1 155 077 | 99,45 |
| Contre                    | 6 349     | 0,55  |
|                           |           |       |
| Votes valides             | 1 161 426 | 99,96 |
| Votes blancs et invalides | 634       | 0,04  |
| Total                     | 1 162 060 | 100   |
| Abstention                | 70 419    | 5,71  |
| Inscrits/Participation    | 1 232 479 | 94,29 |